# Intel Turbo Memory
Intel Turbo Memory (nazwa kodowa Robson  znana także jako Robson cache) – karta i oprogramowanie firmy Intel. Technologię tę zaprezentowano po raz pierwszy w 2005 roku, a wykorzystano po raz pierwszy w platformie Santa Rosa. System wykorzystuje wbudowaną w układ pamięć flash jako cache dla najczęściej wykorzystywanych plików dyskowych. Nieulotny charakter pamięci flash sprawia, że nie istnieje konieczność przenoszenia jej zawartości na dysk, a to z kolei, w połączeniu z funkcjami Microsoft ReadyBoost i ReadyDrive, zaimplementowanymi w Windows Vista, może przynieść znaczne przyspieszenie uruchamiania systemu i działania wykorzystywanych aplikacji. Redukuje także zużycie energii poprzez ograniczenie operacji dyskowych.
W platformie Santa Rosa, Turbo Memory jest zrealizowana jako opcjonalna karta PCI Express, wyposażona w 512 MB, 1 GB lub 2GB pamięci NAND flash.